# Peter von Montargues
Peter von Montargues (* 1660 in Uzès, Languedoc; † 1733 in Maastricht) war ein preußischer Generalmajor und Chef des Ingenieurkorps, zudem war er Ritter des Ordens De la Générosité.

## Leben
Montargues entstammt einer reformierten Familie aus dem Languedoc. Er studierte in Genf, als 1685 das Edikt von Nantes widerrufen wurde. So kehrte er nicht nach Frankreich zurück, sondern ging wie viele andere nach Brandenburg. Der Kurfürst Friedrich Wilhelm nahm ihn seine Armee auf und schickte ihn in sein Ingenieurkorps. Sein Nachfolger Friedrich III. ernannte ihn zum Hauptmann der Musketiere. Das Regiment blieb beim Kurfürsten, aber Montargues wollte nicht warten. So bat er um die Erlaubnis wieder zum Ingenieurskorps zurückzukehren, das im Holländischen Krieg kämpfte. Das wurde ihm gewährt und zudem bekam er noch eine Kompanie aus dem Regiment Heyden. Er blieb bis zum Frieden von Rijswijk bei den Kompanien. Nach dem Krieg wurden viele Soldaten entlassen. Montargues aber erhielt eine Freikompanie, die in Spandau stationiert war.
Als der spanische Erbfolgekrieg ausbrach, erging der Befehl die Kompanie dem General Daniel von Tettau zu übergeben. Montargues wurde als Ingenieur-Major dem Feldmarschall Philipp Karl von Wylich und Lottum in Brabant zugeteilt. So organisierte er 1703 die Belagerung von Geldern. Sein General schickte ihn auch nach Aachen und ließ ihn in Luxemburg Kontributionen erheben. Er war dabei sehr erfolgreich, geriet aber in französische Gefangenschaft. Er sollte verurteilt werden, da man ihn als Verräter ansah, aber er hatte Glück und konnte entkommen. Als er wieder bei den Preußen war, schickte man ihn zum General Leopold von Anhalt-Dessau nach Italien. Von 1705 bis 1707 diente er dem Feldmarschall als Generalquartiermeister-Leutnant. Am Ende des Feldzuges kehrte er wieder nach Holland zurück, dort wurde er Oberstleutnant und Generalquartiermeister sowie Chef des Ingenieurskorps. 1709 kämpfte er in der Schlacht bei Malplaquet. Auf Befehl des damaligen Kronprinzen Friedrich Wilhelm I. (Preußen) durfte er die Nachricht vom Sieg nach Berlin überbringen und wurde dafür vom König reich belohnt. Er bekam einen Brillantring im Wert von 2000 Talern, 2000 Dukaten und die Reisekosten. Zudem wurde er zum Brigadier ernannt. Als solcher diente er weiter in Holland bis zum Frieden von Utrecht. Im Jahre 1712 entwarf er auf Befehl von Leopold von Anhalt-Dessau einen Plan zur Eroberung von Moers, den er erfolgreich umsetzte.
Nach dem Krieg blieb er zunächst unter dem Befehl des Generals Stephan du Trossel bei den preußischen Truppen am Rhein. Hier bekam er 1714 einen neuen Auftrag. Der König schickte ihn zum schwedischen König Karl XII., der aus seinem Exil im türkischen Bender zurückkehrte. Er sollte ihm nicht nur Glück wünschen, sondern auch den Sequestrationsvertrag bestätigen. Karl lud ihn an seine Tafel ein und ließ ihn die schwedische Festung Stralsund besichtigen.
Im kurz danach folgenden Pommernfeldzug 1715/1716 begleitete Montargues den König als Generalmajor und seit dem 24. Dezember 1715 als Chef des Ingenieurskorps. Er war so an der erfolgreichen Belagerung von Stralsund beteiligt. Danach lieh sich der König von Dänemark Friedrich IV. den erfolgreichen Generalmajor aus, um die Stadt Wismar zu erobern. Für die erfolgreiche Eroberung wollte ihm der König den Dannebrogorden überreichen, dieses lehnte Montargues aber ab und erhielt stattdessen vom preußischen König den Orden De la Générosité. 1718 ließ er durch Philipp Gerlach in Berlin ein Palais an der Burgstraße errichten (1762/63 für den Neubau des Palais Itzig abgerissen, dieses 1858 durch den Neubau der Berliner Börse ersetzt).
Während des folgenden Friedens inspizierte er die preußischen Festungen und berichtete über deren Zustand, daneben fertigte er präzise Karten der preußischen Provinzen an. 1726 bat er um seinen Abschied, der ihm vom König genehmigt wurde. Dieser gab ihm dazu ein Gnadengehalt von 1000 Talern. Er ging daraufhin in das Herzogtum Kleve. 1733 starb er in Maastricht und wurde in der dortigen französischen Kirche begraben.

## Familie
Montargues war mit Judith von Huhn verheiratet, die einer Kölner Patrizierfamilie entstammte. Zwei Töchter starben jung. Ein Sohn starb in preußischen Diensten, ein zweiter als Rittmeister in dänischen. Johann Peter von Montargues (Jean Pierre de Montargues, * 15. September 1695 in Aachen) wurde dänischer Generalmajor in Oldenburg. Eine Schwester Juliene-Marie war in Den Haag mit einem Oberst Drevon verheiratet. Die Nachkommen nannten sich Drevon von Montargues (Drevon de Montargues).